# Wart Arslan
Yetwart Arslan (noto anche come Wart o Edoardo) (Padova, 3 ottobre 1899 – Milano, 10 luglio 1968) è stato uno storico dell'arte italiano.

## Biografia
Nacque con il nome Yetwart Arslanian il 3 ottobre 1899 a Padova da padre armeno, Yerwant Arslanian, e madre italiana, Antonietta de' Besi. 
Suo padre era nato il 23 maggio 1865 a Kharpert (oggi cittadina turca nota con il nome di Harput) da Hamparzum Arslanian e da Iskuhi Kardiashian. La madre, appartenente ad una nobile famiglia, all'epoca ha solo sedici anni e morirà solamente tre anni dopo dando alla luce il secondo figlio Sempad. Hamparzum, risposatosi con Nevart Alexanian, ha avuto altri quattro figli; due maschi Rupen e Zareh e due femmine Veron ed Azniv. Nel 1878 il tredicenne Yerwant, non andando d'accordo con la matrigna, riesce a convincere il padre a mandarlo a studiare al Moorat-Raphael, un collegio per ragazzi armeni a Venezia. Il giovane si stabilirà poi a Padova.
Sua madre, Antonietta de' Besi, era nata il 30 agosto 1867 a Padova, prima di otto figli, in una nobile famiglia di ascendenze bergamasche da Alessio de' Besi e Teresa Zaborra.
Suo zio Sempad morì durante il genocidio armeno insieme a due dei suoi sei figli, Garo e Leslie. Nel genocidio perirono anche Veron ed Azniv, sorellastre di Yerwant e Sempad. La moglie di Sempad, Shushanig, morì nel viaggio verso l'Italia. Le due figlie Arussiag ed Henriette ed il figlio Nubar (salvatosi perché vestito con abiti femminili) raggiunsero la famiglia di Yerwant residente in Italia ormai da quasi quarant'anni. Un'altra figlia, Nevart, invece raggiunse Fresno in California. Pure i due fratellastri si spostarono; Rupen andò a vivere a Boston e Zareh ad Aleppo. Henriette rimase a Padova con la famiglia di Yerwant. Nubar si spostò a Genova, dove fu anch'egli medico nello stesso ambito dello zio, ed Arussiag visse in seguito a Beirut.
Il padre Yerwant cambiò il cognome familiare da Arslanian ad Arslan nel 1923.
Al termine degli studi liceali svolti in Svizzera, fa ritorno in Italia e per volere del padre si iscrive alla facoltà di Medicina dell'Università degli Studi di Padova. Insoddisfatto, abbandona la facoltà per frequentare gli studi di Storia dell'arte sotto la guida di Giuseppe Fiocco, col quale si laurea nel 1925.
In seguito si trasferisce a Roma, dove insegna nei licei e contemporaneamente segue la Scuola di specializzazione in storia dell'arte diretta da Adolfo Venturi.
Entrato nell'amministrazione dello Stato, nel 1928 è direttore della Pinacoteca Nazionale di Bologna. Dal 1935 dirige il Museo civico di Bolzano, modificandone profondamente la sistemazione interna ai sensi della politica culturale fascista, fino al 1939, quando è nominato professore di storia dell'arte nell'Università degli Studi di Cagliari dalla quale si trasferirà all'Università degli Studi di Pavia, dove insegnerà sino alla morte. A Pavia ha dato vita ad un'importante scuola di storici dell'arte tuttora attiva.
Tra i massimi storici dell'arte medievale in Italia, si è occupato in particolare dell'area veneta e lombarda soprattutto in età romanica e gotica; ha inoltre studiato la pittura del Rinascimento e quella del Settecento (sua una fondamentale monografia sui Bassano). A lui si deve la scoperta delle strutture tardoantiche della basilica di san Simpliciano a Milano.
Suo fratello era il medico Michele Arslan e sua nipote è la scrittrice Antonia (figlia di Michele). 
Ha avuto due figli, l’archeologo Ermanno Arslan e l’ingegnere Yerwant Arslan. 
Suo nipote è il designer Edoardo Arslan, noto come Dodo Arslan.
Il suo archivio è conservato nel Fondo Wart Arslan presso la Biblioteca d'Arte del Castello Sforzesco di Milano (dono 2005) e nel Fondo Arslan conservato presso il Dipartimento di Studi umanistici dell'Università di Pavia (dono 1968).

## Alcuni scritti
- Contributi alla storia della pittura veronese, in «Bolletino della società letteraria di Verona», 1933
- Il nuovo Museo di Bolzano, in Archivio per l'Alto Adige, 32, 1937, pp. 465-514
- L'architettura romanica veronese, Verona, La Tipografica veronese, 1939
- Architettura romanica, nella Storia di Milano della Fondazione Treccani